# Manfred Ball
Manfred Ball (* 12. Oktober 1938 in Hannover; † 17. Januar 2023 in München) war ein deutscher Opernsänger (Bariton), Rezitator, Schauspieler und Hochschullehrer an der Hochschule für Musik und Theater München.

## Leben
Manfred Ball studierte an der Hochschule für Musik und Theater Hannover und war anschließend Stipendiat des italienischen Staates und des Deutschen Akademischen Austauschdienstes in Siena und Rom.  Nach einem dreijährigen Engagement als Bariton an den Städtischen Bühnen Frankfurt/Main wurde er 1966 Ensemblemitglied des Staatstheaters am Gärtnerplatz in München. Daneben war er Gast an der 
- Deutschen Oper am Rhein Düsseldorf,

- Niedersächsischen Staatsoper Hannover,

- Kölner Oper,

- Frankfurter Oper und der

- Stuttgarter Oper.

1977 wurde Ball vom Kultusminister Hans Maier zum Bayerischen Kammerschauspieler ernannt. Seit 1979 war Ball lehrend an der Hochschule für Musik und Theater München als Dozent für Sprachgestaltung im Musiktheaterbereich tätig; 1991 wurde er dort zum Honorarprofessor bestellt. 
Von 1989 bis 2007 wirkte er am Staatstheater am Gärtnerplatz als Gast. 
Nach seiner langjährigen Bühnen- und Lehrtätigkeit, die ergänzt wurde durch Oratorienaufführungen, Liederabende (mit dem Pianisten Karl-Heinz Kämmerling), Funkaufnahmen (u. a. mit den Liedbegleitern Sebastian Peschko und Giorgio Favaretto) und Fernsehproduktionen war Manfred Ball als Rezitator dem Thema „Musik und Dichtung“ eng verbunden.